# Sint-Vituskerk (Sankt Vith)

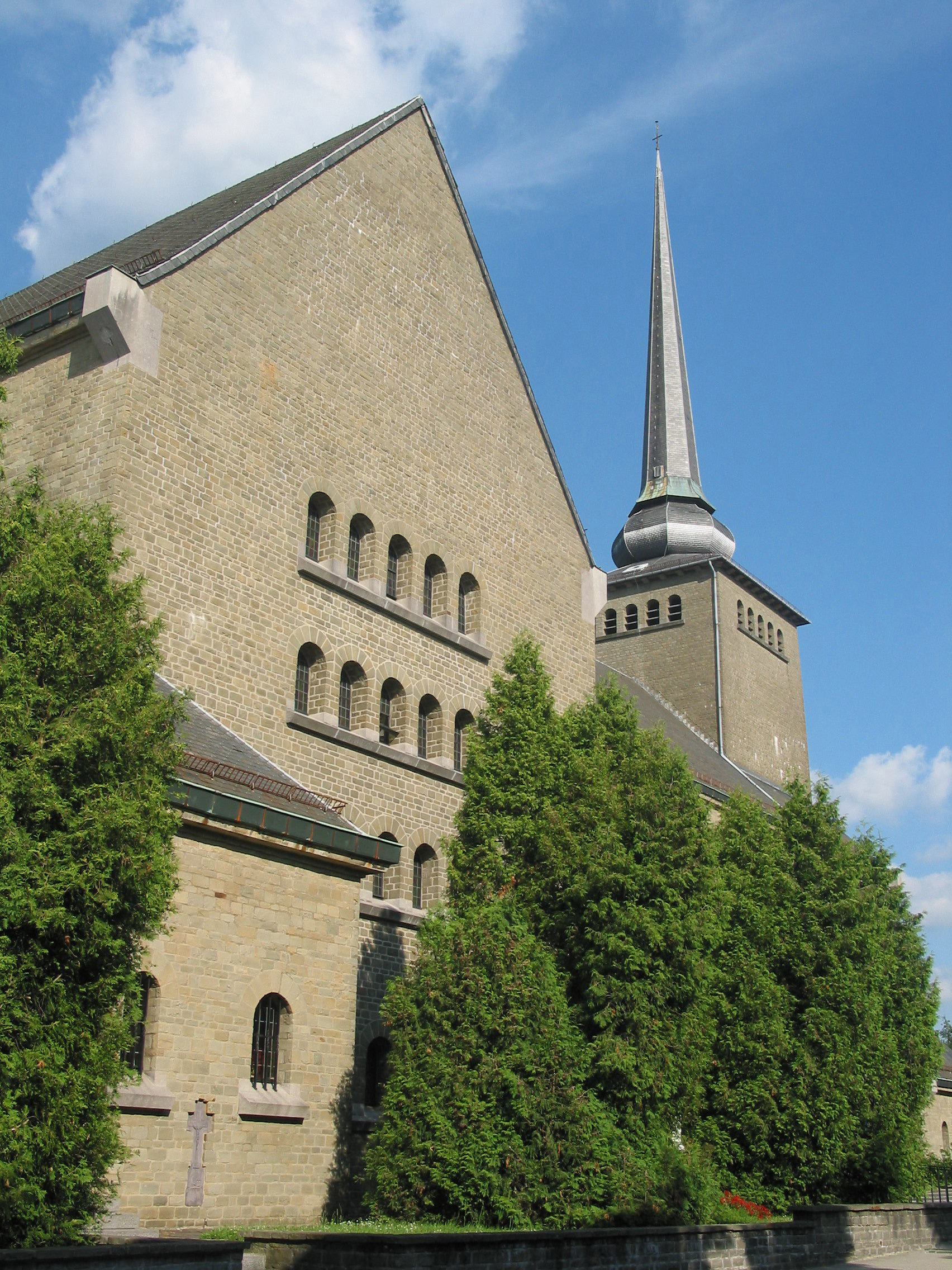
Sint-Vituskerk

De Sint-Vituskerk (Kirche Sankt Vith) is de parochiekerk van de stad Sankt Vith, in de Belgische provincie Luik. De kerk is gewijd aan de heilige Vitus en heeft daarom dezelfde naam als de stad.

## Geschiedenis
Sankt Vith heeft een gotische kerk gekend, welke later door een neogotisch gebouw werd vervangen. Oorspronkelijk was de kerk afhankelijk van de parochie van Neundorf.
In de kerstdagen van 1944, tijdens het Ardennenoffensief, ging vrijwel de gehele stad in vlammen op. De kerk was echter al vier maanden eerder, bij een luchtaanval, geheel uitgebrand. Ook de kloosterkerk en de evangelische kerk werden toen verwoest.
De gelovigen waren sindsdien op een noodkerk aangewezen en later op de kleine Sint-Catharinakapel. In 1956 begon de bouw van een definitieve kerk en in 1959 werd deze ingezegend. Architect van deze kerk was Zygmunt Dobrzycki.

## Gebouw
Het betreft een kerkgebouw in basilicastijl, uitgevoerd in natuursteenblokken, waarbij de ingebouwde toren met de ranke spits is geïnspireerd door de torens van de Kathedraal van Luxemburg.

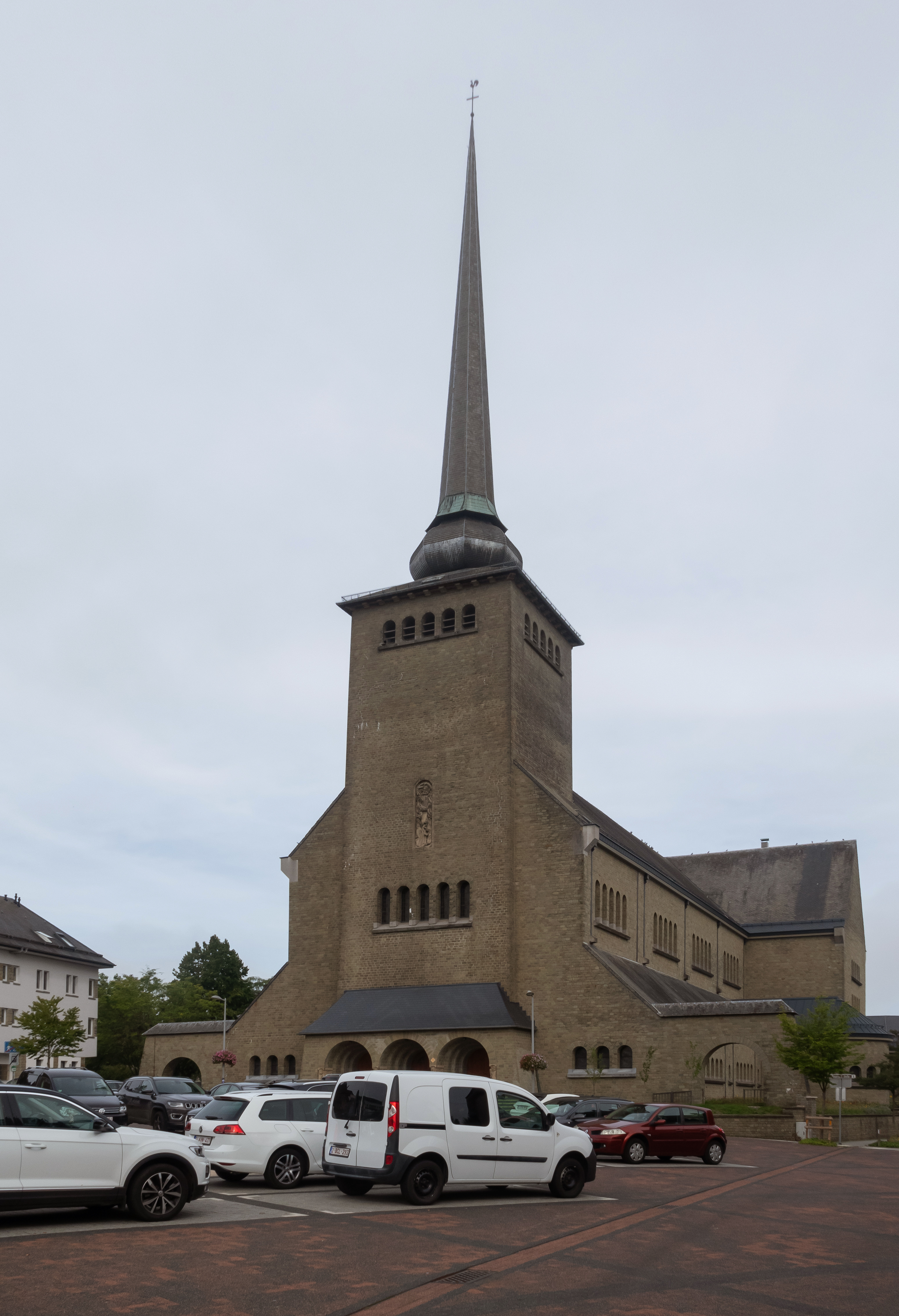
kerk
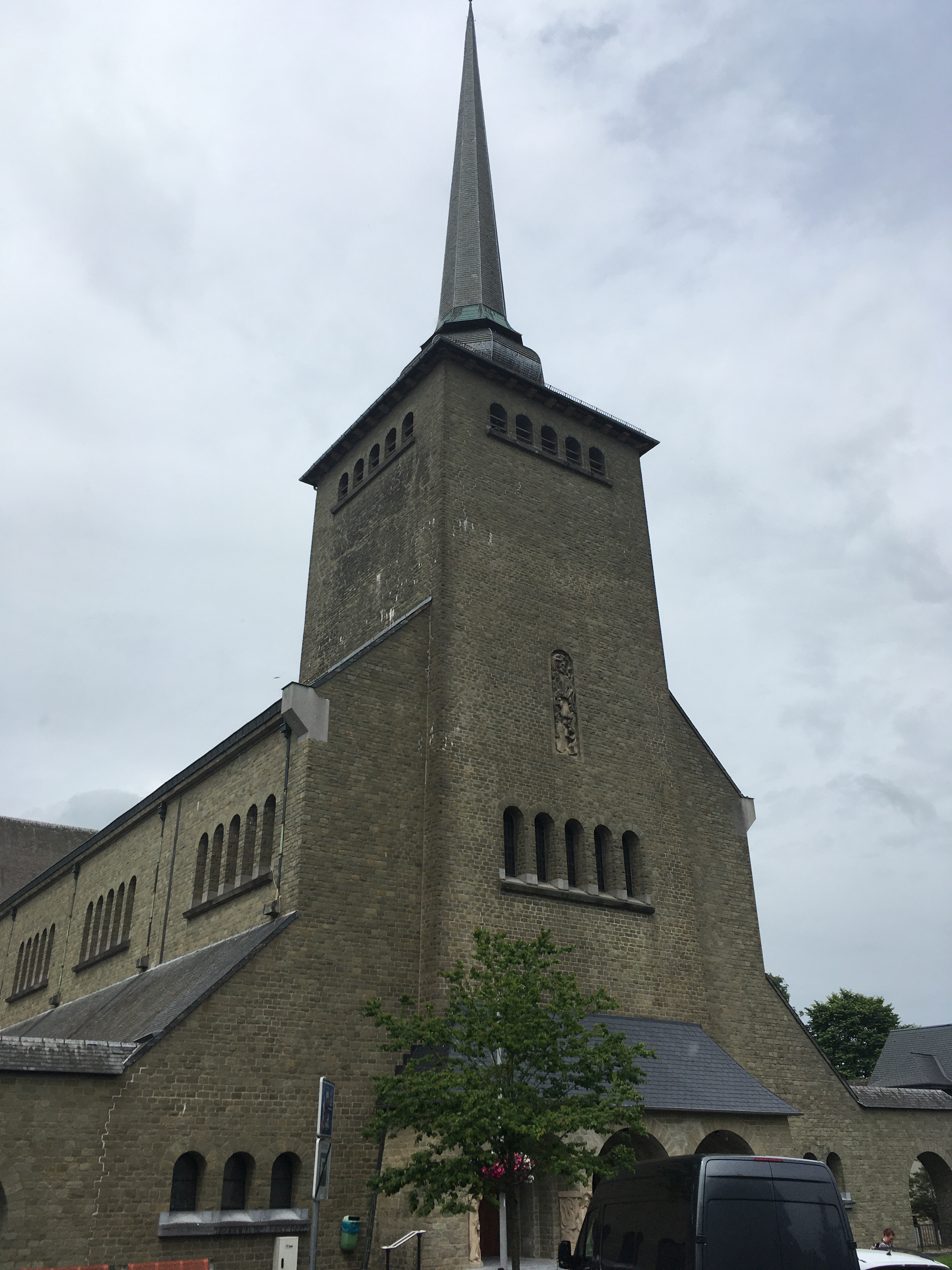
torenspits
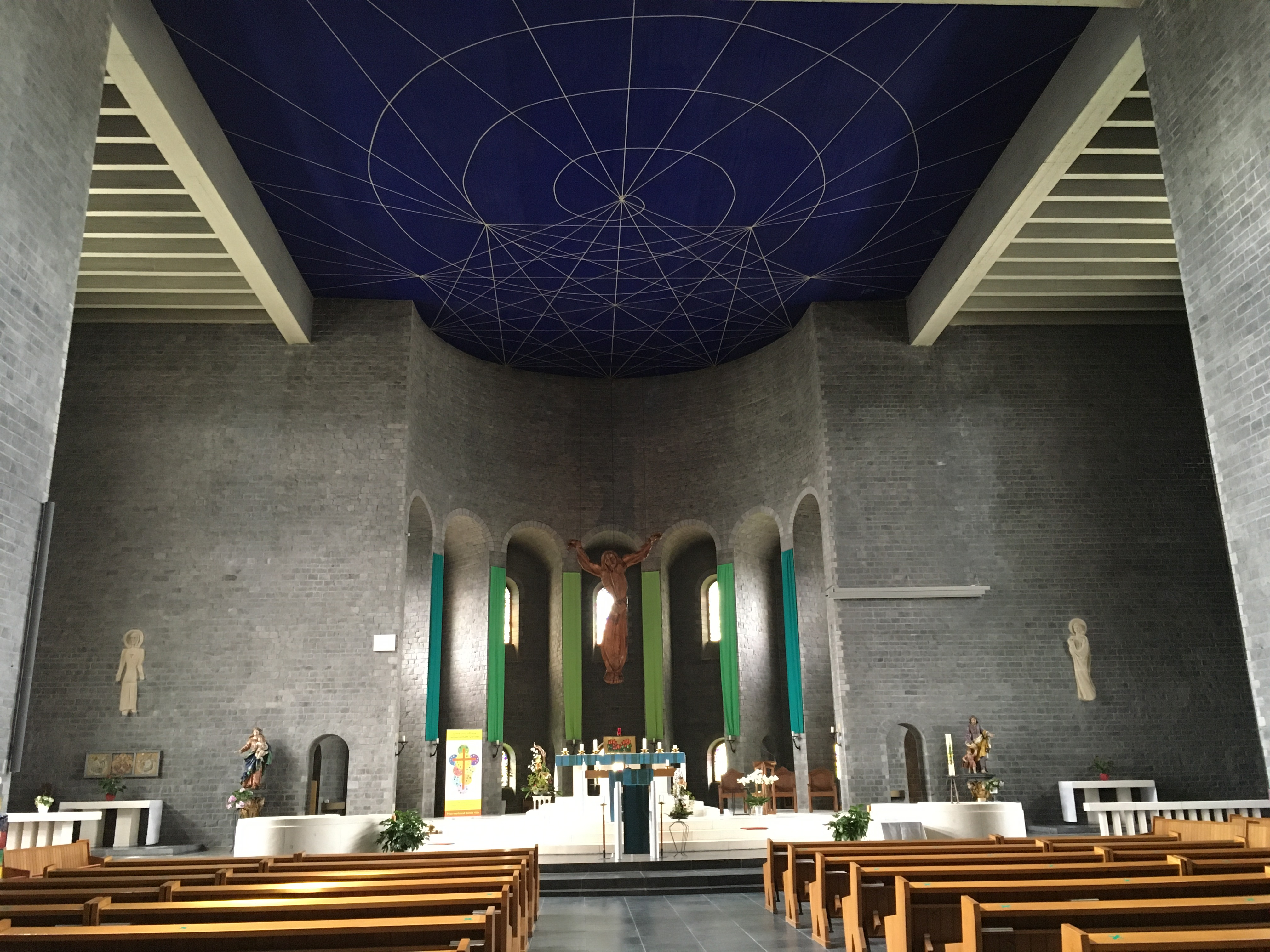
priesterkoor
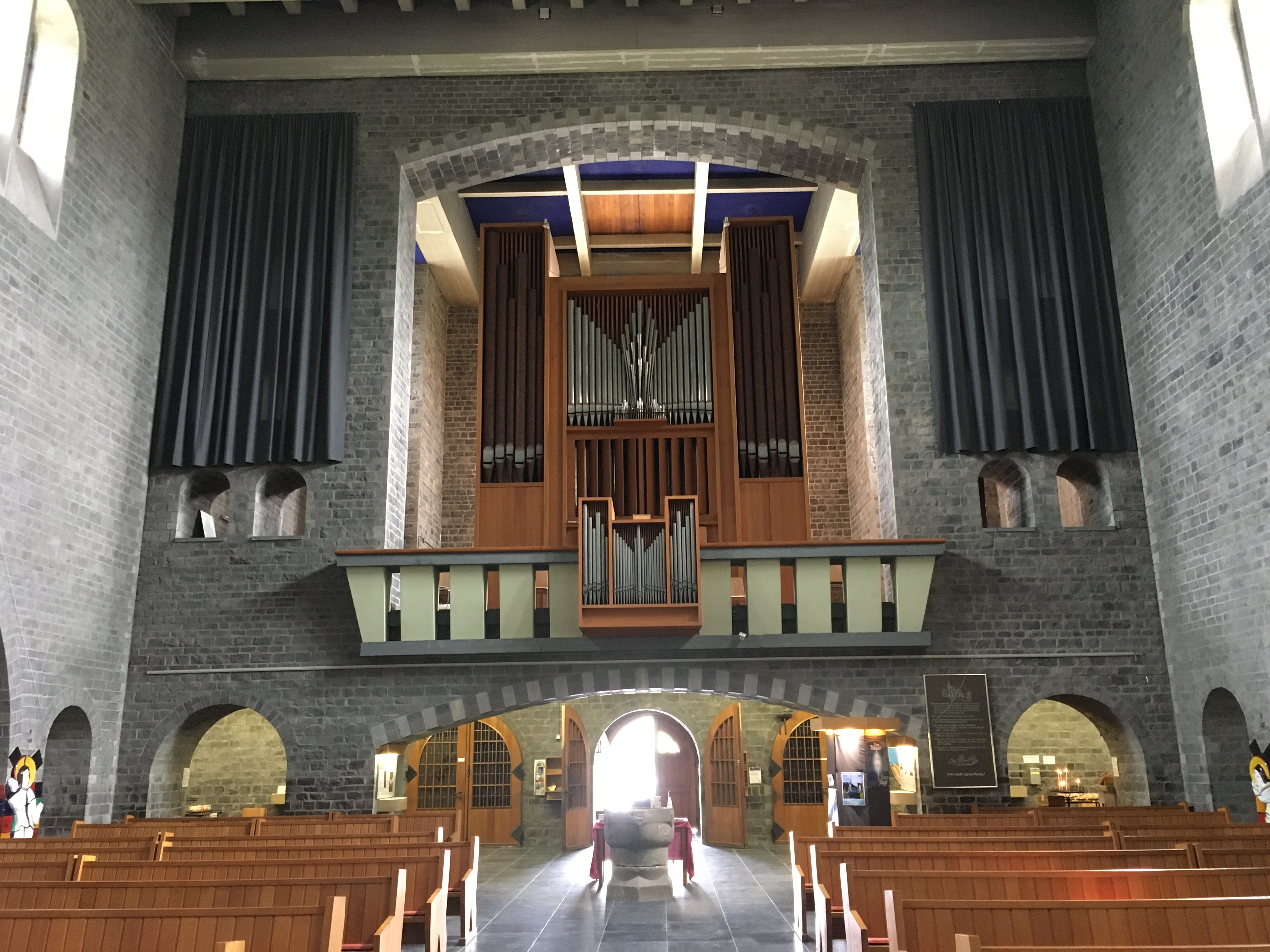
oksaal met groot en klein orgel
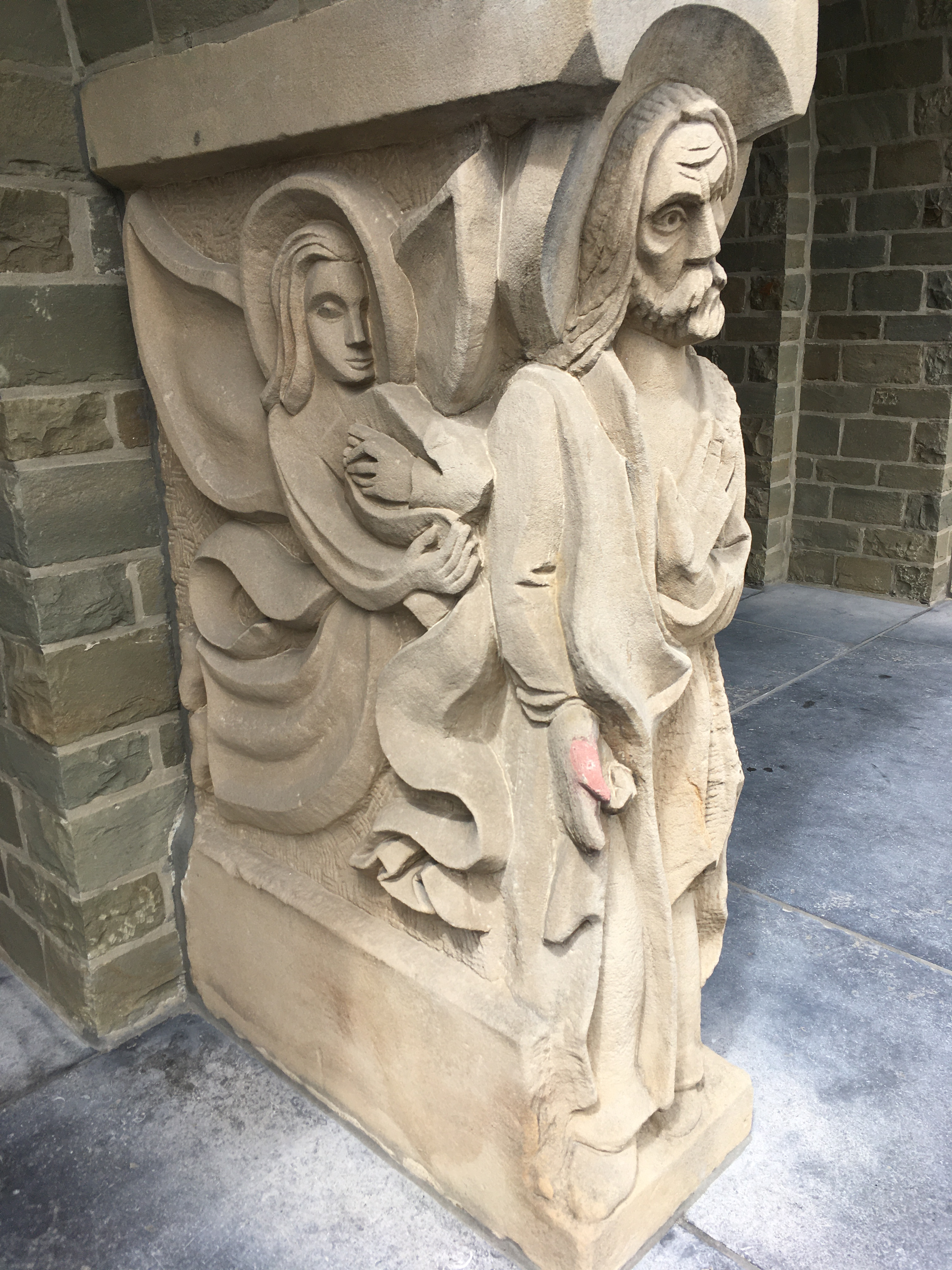
evangelist Matteüs naast de ingang
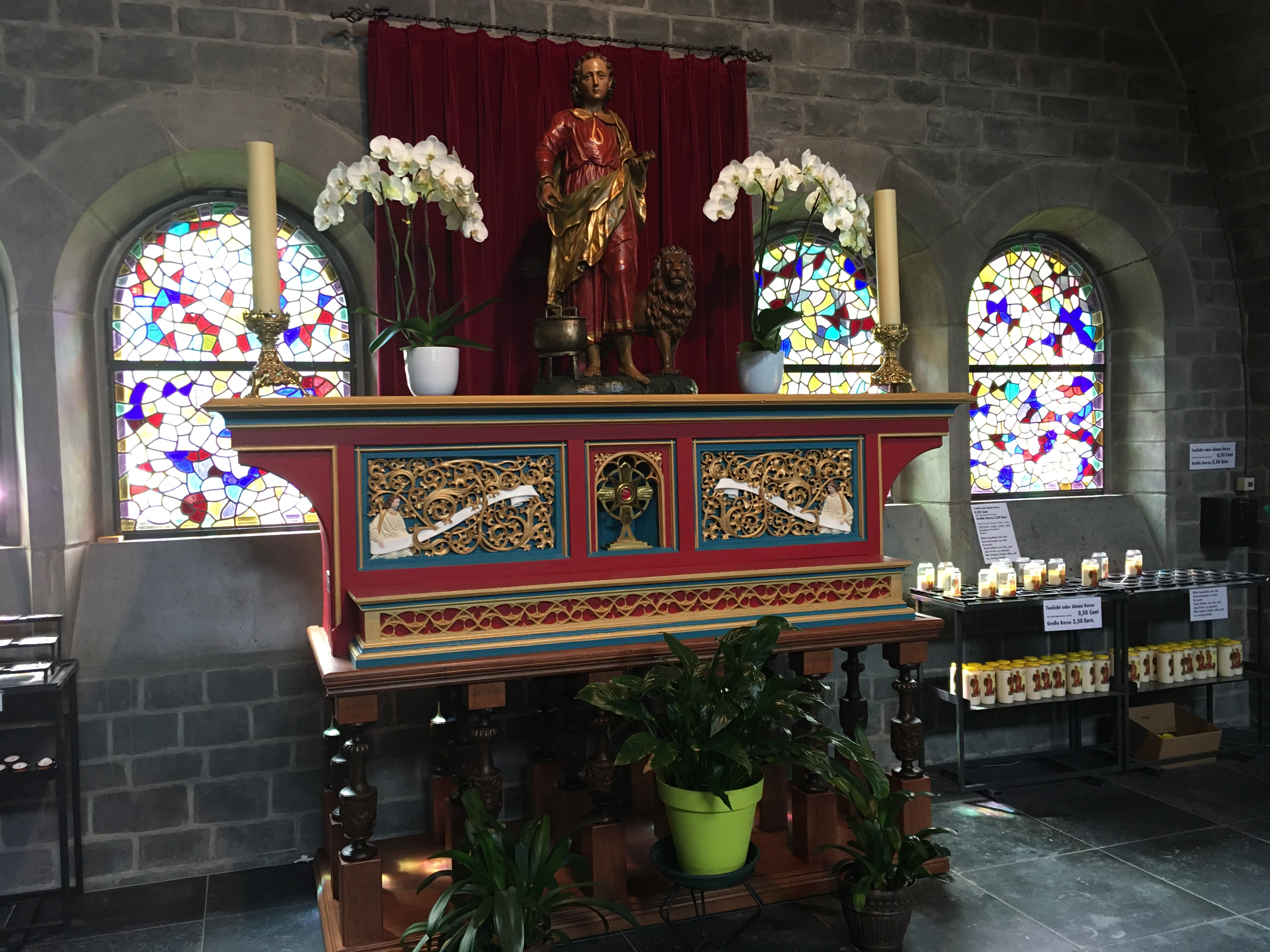
Sint-Vitusaltaar
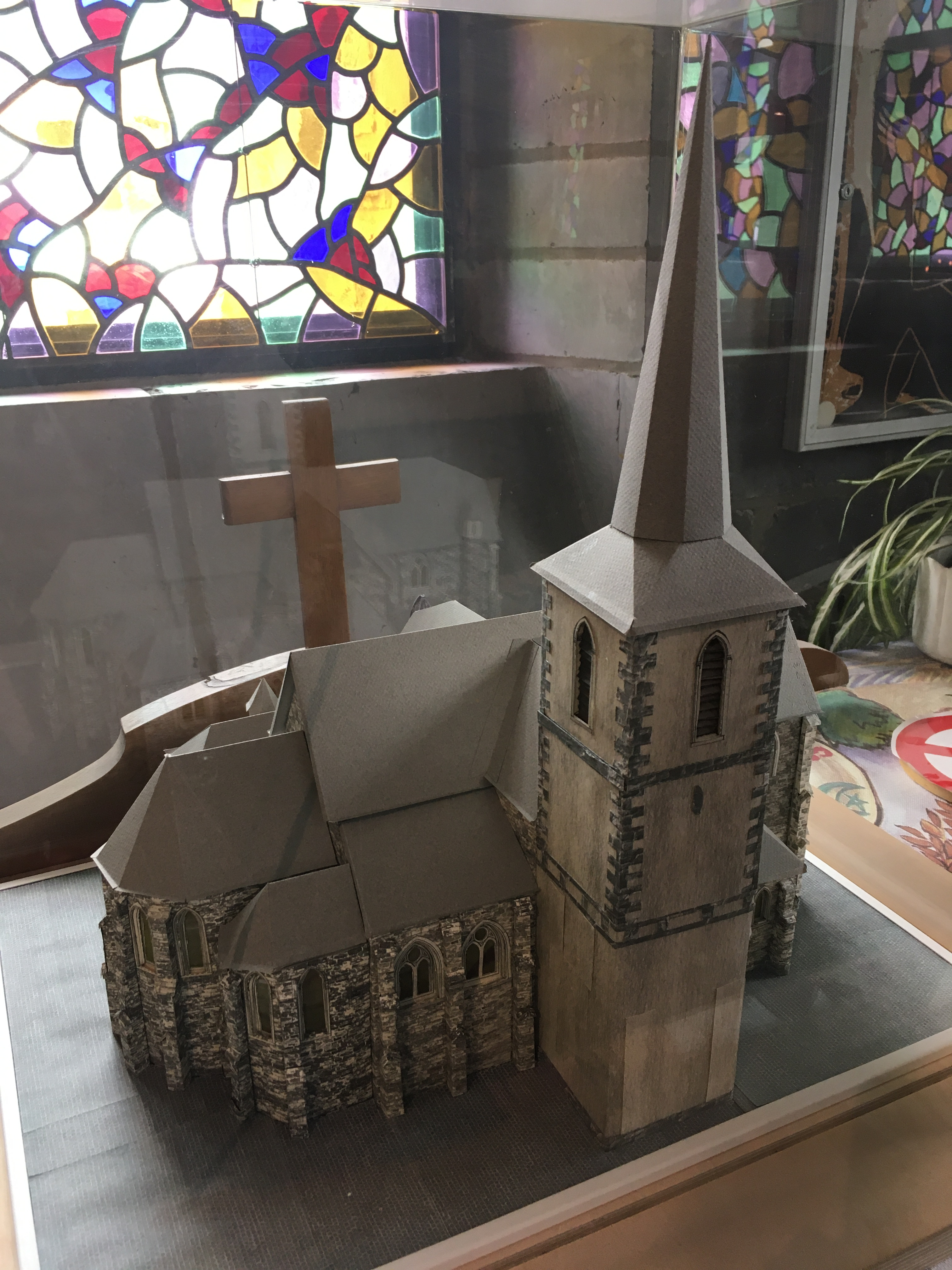
maquette van oude kerk